# أليس مظلي
الأليس المظلي (باللاتينية: Alyssum umbellatum) نوع نباتي يتبع جنس الأليس من الفصيلة الكرنبية.

## البيئة والانتشار
موطنه جنوب اليونان والبلقان وتركيا وقبرص.

## الوصف النباتي
- (باللاتينية: Alyssum brachystachyum M.Bieb.)
- (باللاتينية: Alyssum campestre var. subumbellatum Rech.f.)
- (باللاتينية: Alyssum corymbulosum Boiss.)
- (باللاتينية: Alyssum scabrum Weinm.)
- (باللاتينية: Alyssum xiphocarpum Candargy)